# 등성
등성(鄧盛, 생몰년 미상)은 후한 후기부터 말기까지의 관료이다. 자는 백능(伯能). 홍농군 출신.

## 행적
태원태수 왕구(王球)가 노불(路佛)이란 자를 임용하려 하였는데, 그는 별 능력이 없는 자였다. 군리(郡吏) 왕윤이 이를 반대하니 왕구는 왕윤을 죽이려 하였고, 이에 병주자사 등성은 왕윤을 급히 불러들여 별가에 임명하였다.
중평 원년(184년), 태복에서 태위로 승진하였으나 이듬해에 파면되었다.

## 출전
- 범엽, 《후한서》 권8 효영제기·권66 진왕열전

| 전임 이함 | 후한의 태복 ? ~ 184년 4월 | 후임 장연 |

| 전임 양사 | 후한의 태위 184년 4월 ~ 185년 5월 | 후임 장연 |